# Hemiodus parnaguae
Hemiodus parnaguae är en fiskart som beskrevs av Eigenmann och Henn, 1916. Hemiodus parnaguae ingår i släktet Hemiodus och familjen Hemiodontidae. Inga underarter finns listade i Catalogue of Life.